# Callulops fojaensis
Callulops fojaensis es una especie de anfibio anuro de la familia Microhylidae.

## Distribución geográfica
Esta especie es endémica de la provincia de Papua, Indonesia. Se encuentra en las montañas de Foja.

## Etimología
El nombre de su especie, compuesto de foja y el sufijo latín -ensis, significa "que vive, que habita", y le fue dado en referencia al lugar de su descubrimiento, las Montañas Foja. 

## Publicación original
- Oliver, Richards & Tjaturadi, 2012 : Two new species of Callulops (Anura: Microhylidae) from montane forests in New Guinea. Zootaxa, n.º 3178, p. 33-44[4]